# Elfriede Jelinek
Elfriede Jelinek, född 20 oktober 1946 i Mürzzuschlag i Steiermark, är en österrikisk dramatiker och romanförfattare.
Efter en strängt religiös uppfostran och ett engagemang i studentrevolten i maj 1968 har hon skrivit både romaner och dramer om hur Österrike förvaltat sin historia efter andra världskriget. Detta har bland annat gjort henne till en stridbar person och en antagonist till den österrikiska extremhögern.
Bland hennes mest kända verk finns romanen Pianolärarinnan som ligger bakom filmen Pianisten, romanen Lust och dramasviten Princessdramer. Gemensamt för de flesta av Jelineks verk är ett komplicerat förhållande mellan makt och sexualitet, i en värld som är långtifrån idealisk.
Hon tilldelades Nobelpriset i litteratur 2004, med motiveringen "för hennes musikaliska flöde av röster och motröster i romaner och dramer som med enastående språklig lidelse blottar de sociala klichéernas absurditet och tvingande makt". Att hon fick nobelpriset föranledde dock en diskussion som fick resultatet att akademiledamoten Knut Ahnlund avslutade sitt engagemang i Svenska Akademien.

## Biografi

### Uppväxt
Vid tiden för Elfriede Jelineks födelse kämpade Österrike med effekterna av nazisternas annektering av landet och av andra världskriget. Jelineks far Friedrich hade tjeckisk-judiskt ursprung och var kemist, något som gav honom relativ säkerhet under kriget, till skillnad från andra delar av släkten. Hennes mor Olga Ilona (född Buchner), som hade rumänientyskt påbrå från Stájerlakanina,  Banat, Transylvanien, Kungariket Ungern, kom från en välbärgad familj i Wien och var personalchef. Paret fick bara ett barn, bland annat eftersom modern var 43 år gammal vid dotterns födelse. Familjen flyttade från Mürzzuschlag, där dottern föddes, och hon växte upp i Wien.
Båda föräldrarna var sjuka och hennes uppväxt var svår. Fadern blev sinnessjuk och togs in på mentalsjukhus, där han dog 1969. Modern led av extrema paranoida vanföreställningar och förbjöd dottern att lämna huset eller skaffa sig vänner och alla former av nöje. Istället tvingades dottern lära sig dansa balett, samtidigt som hon lärde sig gå, hon fick intensiv träning i att spela piano, orgel och fiol, och hon fick lära sig flera språk samt teatervetenskap och konsthistoria. Orsaken var att modern trodde att dottern var ett geni.
| ”                  | Jag har haft det underliga ödet att ha två galna föräldrar, men eftersom hela världen är galen, kanske det är normalt! | „ |
| – Elfriede Jelinek | |   |

### Studier, sammanbrott och äktenskap
Elfriede Jelinek studerade vid det romersk-katolska Albertsgymnasiet i Wien och avlade studentexamen där 1964. Därefter studerade hon teatervetenskap och konsthistoria vid Wiens universitet, samtidigt som hon sökte in till Wiens musikkonservatorium när hon fortfarande var i tonåren. 1964, vid 18 års ålder, var hon färdig att ta examen vid konservatoriet, men drabbades av ett mentalt sammanbrott. Hon reste hem för att vila upp sig under drygt ett år. Det var vid den tiden som hon började skriva poesi, bland annat för att ta sig ur sin depression. 1971 tog hon examen som organist vid konservatoriet. Då hade hon redan gjort sin debut med diktsamlingen Lisas Schatten ('Lisas skuggor', 1967), som var inspirerad av Wiengruppen och dess grundare H.C. Atrmann. Redan 1969 fick hon sitt första litterära pris, Lyrik- und Prosapreis der österreichischen Jugendkulturwoche.
Under denna tid mötte hon andra studenter och den framväxande studentrevolten. Den senare fick henne att börja uppskatta andra former av skrivande, något som ledde till att hon i det närmaste kom att överge poesin.
1974, vid 28 års ålder, gifte hon sig med filmmusikkompositören Gottfried Hungsberg, som bland annat samarbetat med Rainer Werner Fassbinder. Paret har ett långdistansförhållande, eftersom hon bodde med sin mor i en förort till Wien (fram till dennas död 2000), medan Hungsberg bor i München. Paret har inga barn. Jelinek har förklarat att förhållandet med Hungsberg fortfarande håller eftersom han inte arbetar inom samma bransch som hon.

### Yrkesliv
Efter sin examen reste Jelinek omkring, bland annat till Berlin och Rom. Under de här resorna började hon skriva på sin första roman, wir sind lockvögel, baby! ('Vi är lockfåglar, baby!', 1970). Romanen saknar en traditionell intrig men innehåller däremot flera populärkulturella hänvisningar och anspelningar. Hon följde året efter upp detta med romanen Michael. Ein Jugendbuch für die Infantilgesellschaft ('Michael: en ung persons guide till det infantila samhället', 1972), som gav henne viss uppmärksamhet.
Därefter kom flera romaner: Die Liebhaberinnen ('Kvinnor som älskarinnor', 1975), Die Ausgesperrten (1980, på svenska De utestängda, 1992) och den mer självbiografiska Die Klavierspielerin (1983, på svenska Pianolärarinnan, 1986, filmatiserad som The Pianist 2001). Det var med dessa hon först fick sitt genombrott i den västeuropeiska litterära världen. Hennes framtoning har dock varit kontroversiell inom Österrike, inte minst för att hon kritiserat hur landet hanterat det som hände under andra världskriget.
En annan av hennes mer kända romaner är boken Lust (1989), som handlar om våldtäkt inom familjer.
Med början 1974 har hennes författande dock alltmer fokuserat på dramatik, inklusive för radion. Hennes första hörspel var wenn die Sonne sinkt ist für manche schon Büroschluss, som fick ett mycket positivt mottagande. Senare har hon bland annat skrivit följande dramer: Totenauberg, Raststätte, Wolken. Heim, Ein Sportstück, In den Alpen och Das Werk, som också har ett stort mått av nytänkande. Men även hennes pjäser är kontroversiella, och uppsättningar har ibland mött protester från extremhögern. Bland hennes mest uppmärksammade finns de fem så kallade Prinsessdramerna (1999–2002).
Hon har skrivit manus till 1991 års filmatisering av romanen Malina av Ingeborg Bachmann. Dessutom har hon översatt Thomas Pynchon, Georges Feydeau, Eugène Labiche, Christopher Marlowe och Oscar Wilde till tyska.
Jelinek komponerar musik, och vissa stycken framförs på scen.

### Politisk aktivitet
Mellan 1974 och 1991 var Jelinek medlem av Österrikes kommunistiska parti, men även hennes skildringar av arbetarklassen är fyllda av sarkasm. Senare har hon chockerats "av hur praxis fungerade i realsocialismen" och konstaterat att vänstern "inte längre [kan] tala med moralisk auktoritet. Å ena sidan är det kanske bra att dess auktoritet är totalt bortsopad, å andra sidan har ingenting kommit i dess ställe, ingen politisk rörelse som skulle grunda sig på annat än egoism."
Med början under 1980-talet har hon varit starkt kritisk till framväxten av Jörg Haiders högerpopulistiska Frihetsparti (FPÖ), men även till det österrikiska folkpartiet, något som den österrikiska regeringen uppfattades som antinationellt och därför anklagade henne för förräderi. Hennes pjäser har därför tidvis blivit förbjudna att sättas upp, och hon har svarat genom att vägra låta sina pjäser sättas upp under Haiders tid som politiker. Men hon har även yttrat sig om framväxten av andra nationalistiska partier i Europa. Frihetspartiet tog i en valkampanj i Wien 1995 upp Jelineks namn som ett exempel på motsatsen till vad de ansåg vara "konst och kultur". När FPÖ senare togs in i den österrikiska regeringen markerade Jelinek sitt avståndstagande genom att förbjuda de österrikiska statliga teatrarna att spela hennes teaterpjäser, ett förbud som hon dock senare upphävde.
Därefter har hon också kritiserat USA:s krig i Irak och tagit upp skandalen kring Abu Ghraib-fängelset. Under 2010-talet har hon bland annat kritiserat Donald Trump.

### Nobelpriset
När Svenska Akademien meddelade att Jelinek fått nobelpriset i litteratur 2004 var Jelinek först själv kritisk, och det av flera skäl. Hon hade istället föredragit att österrikaren Peter Handke skulle få priset. Men framför allt berodde hennes tveksamhet på att hon lider av svår social fobi. Hon kom därför inte själv och hämtade sitt nobelpris i Stockholm utan deltog från distans. Hon har neuroser, ångest och torgskräck. Vid den tiden var Jelinek i stort sett okänd utanför Österrike och den tyskspråkiga världen, bortsett från att hon skrivit den bok som blivit förebild för filmen Pianisten (2001). Senare har hon kommit att uppskatta att hon fick priset, även om det inneburit ökad publicitet. Vid prisceremonin hölls talet av Horace Engdahl, som menade att han följt hennes karriär under lång tid. Hennes egen nobelföreläsning ägde rum under rubriken "Avsides". Hon var den första kvinnan att få nobelpriset i litteratur sedan 1996, ett år då priset tilldelades den polska poeten Wislawa Szymborska.
Att Jelinek tilldelades nobelpriset rönte kritik. Flera brittiska tidningar menade att priset borde ha tilldelats någon mer känd författare. Inom litterära cirklar förvånades flera av att akademien gett priset till en författare som mestadels är känd inom den tyskspråkiga litterära världen. Akademiledamoten Knut Ahnlund ansåg att Jelinek var en ovärdig prisvinnare, och 2005 skrev han i Svenska Dagbladet att priset till henne hade "ödelagt utmärkelsens värde för överskådlig framtid". Han menade bland annat att Jelineks böcker var idé- och visionslösa samt pornografiska. Det ledde till att Ahnlund avslutade sitt engagemang i Svenska Akademien.

## Författarskap
Jelinek har skrivit omkring ett dussin romaner och mer än trettio pjäser.

### Språk och stil
Jelineks språkbehandling bär, som även nobelprismotiveringen anger, tydliga spår av författarens musikaliska bakgrund som utbildad organist. Språket hos Jelinek uppvisar säregna rytmiska strukturer. Hennes behandling av det tyska språkets klang och ordens fonetiska kvalitet är ett annat av grundelementen i skrivandet; hon arbetar flitigt med olika sorters assonanser, inte bara inom lyriken och dramatiken, utan även i den berättande prosan. Detta gör, enligt författaren själv, att hon "hör till de författare som egentligen inte kan översättas". Stora delar av hennes författarskap är fokuserat kring språket:
| ”                  | Jag har inte huvud för filosofi och håller mig närmast till den tidiga Wittgensteins sentens: Wovon mann nicht sprechen kann, darüber muss mann schweigen. ['Det man inte kan tala om, det måste man vara tyst om.'] Det man fattar, fattar man via språket. Alltså en i grunden mycket judisk tro på ordet. I mina pjäser existerar personerna bara så länge de talar. | „ |
| – Elfriede Jelinek | |   |

Strukturen i Jelineks verk har en experimentell ansats, med en osäker inledning som sedan övergår i kaos. Att pjäserna skiljer sig från de mer välkomponerade pjäserna i den engelskspråkiga pjästraditionen kan vara en av orsakerna till att den anglosaxiska teatervärlden inte sätter upp Jelineks pjäser i någon större utsträckning. Själv anser Jelinek att hennes verk inte ska läsas som realistiska stycken, utan som etisk-satiriska texter. Detta menar Jelinek har gjort att kritiker – framför allt i tyskspråkiga länder, där förväntningar på att verk ska vara realistiska – har läst romaner som Lust (1989), där ett par går från manisk sexualitet till barnamord, som en analys av patologi, snarare än som en liknelse. Flera av hennes rollfigurer kan beskrivas som "starkt destruktiva". På samma sätt har tyska läsare ofta förbisett humorn i hennes texter, en humor som hon bland annat fått från den judiska kulturen. Hennes postmodernistiskt anlagda stil innebär att hennes texter inte alltid är lättlästa.
Bland hennes förebilder finns Thomas Bernhard och Karl Kraus från sekelskiftets Wienbaserade författare. Hon läser dock mestadels kriminalromaner, framför allt skrivna av kvinnliga författare, inklusive Agatha Christie. Hennes stil har bland annat jämförts med Sylvia Plaths.
Jelineks verk är ofta vilda blandningar mellan å ena sidan klassisk bildning, med hänvisningar till grekisk mytologi eller andra författare, och å andra sidan populärkultur. Eftersom pjäserna följer en modern form, där rollfigurerna beskrivs mycket sparsamt, och varken skådespelare eller publik behöver förstå varje ord som yttras, passar de många teaterregissörer. Hon tillåter till och med regissörerna radera passager ur hennes pjäser eller att bara framföra delar av verken, som det passar regissören.

### Tematik

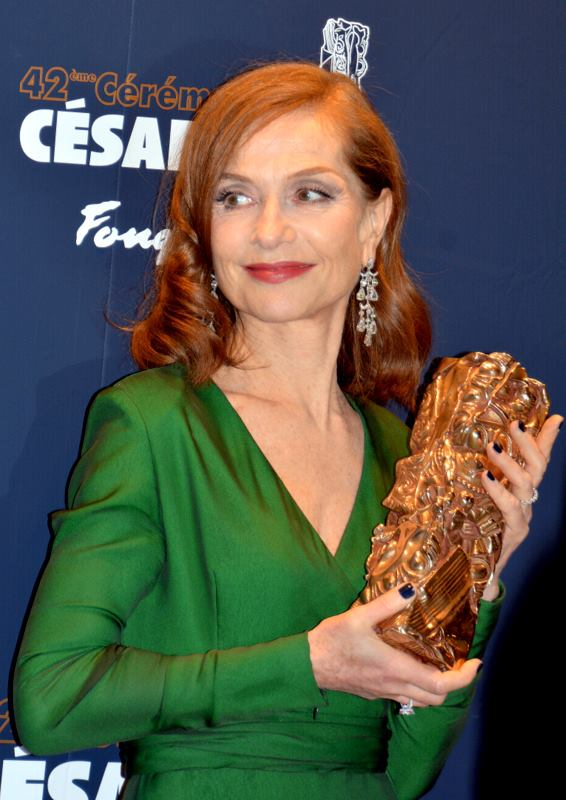
Isabelle Huppert, som spelade Erika i filmatiseringen av Pianolärarinnan. Foto från 2017.

Trots detta noggrant avvägda arbete med ett musikaliskt språk är Jelineks verk långtifrån något rent estetiskt experiment. Samhällskritiken är bitande. I sitt författarskap inledde hon med kritisera kapitalismen, i synnerhet kommersialismen och dess avarter. Hennes verk har senare kommit att omfatta ett feministiskt budskap, där olika former av manligt våld mot kvinnor bildar ett ledmotiv i skildringen av ett sexistiskt samhälle. Detta finns med i Die Liebhaberinnen, där man också hittar en del obscena och vulgära element som stilmedel för att demaskera samhället. I romanen Glupsk förekommer trafikövervakaren Kurt som via sitt sociala överläge får kontakt med underordnade kvinnor och tar till våld när de vägrar lyda.
Hon använder vardagliga situationer och populärkultur för att parodiera modetidskrifter, kiosklitteratur, porr, politiska slogans, pressmeddelanden och turistbroschyrer. "För mig uppträder verkligheten tydligare i klichéer än i de mest subtila psykologiska beskrivningarna." I Pianolärarinnan (1983) besöker huvudpersonen Erika voyeurshower och tar en yngre älskare, medan Lust (1989) ibland övergår från erotisk litteratur till mer utpräglad pornografi. Jelinek har förklarat att hennes avsikt har varit att parodiera stilen i den traditionellt manligt inriktade hårdporren.
Romanen Pianolärarinnan sägs vara det mest uppenbart självbiografiska verket. Den analyserats psykoanalytiskt som att Erikas moder tar över faderns fallos, medan Erika själv förvandlas till moderns älskarinna. Jelinek bodde i samma hushåll som hennes mor Bettina fram till att Bettina avled år 2000.
Jelineks författarskap har också beskrivits som att hon "formulerar hat", något som kommer av att Jelinek oavbrutet och sedan många år säger sig ha varit fylld av hat. Exempelvis handlar pjäsen Wut ('Raseri', 2016) om attentatet mot tidskriften Charlie Hebdo. Trots det beskrivs ibland Jelinek som känslokall och cynisk, något som hon förklarar med att hon som författare måste "hålla ett avstånd till det man berättar om", men hon instämmer inte i anklagelsen om att hon är cynisk och menar att hon står på de förtrycktas sida.
Ett annat återkommande tema för Jelinek är Österrikes oförmåga att göra upp med sitt nazistiska förflutna. Ett exempel är romanen De utestängda (1980), som skildrar krocken mellan tre miljöer: ett överklasshem, ett arbetarhem och en fascistisk-katolsk miljö, vilket slutar i våld.

### Dramatik
Elfriede Jelinek debuterade som dramatiker 1972 med hörspelet wenn die sonne sinkt, ist für manche schon büroschluß. Med urpremiären av Burgtheater väckte hon sin första stora skandal, och hon har alltsedan dess varit en kontroversiell figur i det österrikiska teaterlivet. Pjäsen behandlade det österrikiska samhällets bristande uppgörelse med sitt nazistiska förflutna. Vad som framförallt väckte anstöt var att flera centrala kulturpersonligheter gick att identifiera.
En återkommande byggsten i hennes dramatik är att hon avtäcker olika mentaliteter. Dialogen har ofta en musikalisk uppbyggnad. På ett infernaliskt och halsbrytande vis blandar hon högt och lågt i sitt språk. Hon kastar sig mellan litterära anspelningar och lokal slang och till och med jargong. Det gör henne mycket svår att översätta, och i stora stycken måste hon snarare tolkas än översättas. Hennes pjäser har ofta drag av satir, ironi och sarkasm.
Jelinek har kommenterat att hennes dramer bland annat refererar till de olika röster som manliga respektive kvinnliga författare "får" ha. Manliga författare får, enligt Jelinek, vara subjektiva och ha en åsikt, medan kvinnliga författare, i egenskap av subjekt, inte får skriva på samma sätt.
Hennes feminism är aldrig programmatisk. Den är tvärtom utmanande även ur en feministisk synvinkel.
I pjäsen Sjukdom eller moderna kvinnor (Krankheit oder Moderne Frauen) från 1987 kastar hon runt litterära anspelningar på ett galet, lekfullt sätt. I pjäsen där man möter en kvinnlig vampyr vid namn Camilla och en tandläkare/gynekolog vid namn Heidkliff, anspelas inte så mycket på Bram Stoker men istället på Sheridan Le Fanus vampyrberättelse Carmilla, Emily Brontës Svindlande höjder och obskyra verk av Robert Walser. I monologkollaget Princessdramer (Prinzessinnendramen) får man möta en serie kvinnliga ikoner, från Snövit och Törnrosa över Jackie Kennedy och Marilyn Monroe till Sylvia Plath.

## Erkännande
Jelinek har fått flera av Tysklands tyngsta litterära priser, inklusive Heinrich Böllpriset och Georg Büchnerpriset. Hon är en av de mest uppsatta tyskspråkiga dramatikerna.
2004, efter att hon fått Nobelpriset, instiftades Elfriede Jelinek-forskningscentrumet vid Wiens universitet. Hon är nu en del av flera svenska universitetsutbildningar inom tyska.